# Mammoth, Wyoming
Mammoth är en ort (census designated place) i Park County i nordvästra Wyoming i USA, med 263 invånare vid 2010 års folkräkning. Orten ligger i Yellowstone nationalpark och omfattar Fort Yellowstone, där nationalparkens högkvarter ligger, och Mammoth Hot Springs. Närmaste stad är Gardiner, Montana.